# Dietrich Schupplenberg
Dietrich Schupplenberg, auch Schoepplenberg oder Schuppelenberg († um 1350) war Bürgermeister von Greifswald.

## Leben
Dietrich Schupplenberg entstammte einer westfälischen Familie. Ende des 13. Jahrhunderts wanderte er mit seinem älteren Bruder Heinrich nach Greifswald ein. Ab 1310 bewohnte er ein Haus an der Ecke Brückstraße/Schuhhagen und besaß eine Bude. Durch einen bis nach Gent in Flandern ausgedehnten bedeutenden Tuchhandel kam er zu Reichtum und erwarb 1320 6 Hufen in Schönwalde sowie 1,5 Hufen in Hinrichshagen. Später erwarb er ein Eckhaus am Greifswalder Markt, dass er 1330 und 1331 verpfändete. 
Um 1326 wurde er in den Rat der Stadt gewählt. Im zu dieser Zeit geführten Rügischen Erbfolgekrieg wurde sein Hof in Schönwalde von den mecklenburgischen Truppen mit der Ernte niedergebrannt. Dietrich Schupplenberg gab mit 551 Mark den fünfthöchsten Betrag an freiwilligen Geldleistungen zur Finanzierung der Kriegskosten. Zusammen mit seinem Bruder, der 300 Mark gab, übte er so einen wesentlichen Einfluss auf die Fehde aus.
Um 1337/1338 wurde Dietrich Schupplenberg zum Bürgermeister gewählt. In dieser Eigenschaft trat er erstmals 1338 beim Verkauf einer städtischen Wiese auf. 1341 vertrat er die Stadt beim Ankauf des Gutes Wackerow.
Dietrich Schupplenberg begründete die jüngere Linie der Familie in Greifswald. Soweit bekannt hatte er drei Söhne. Sein Neffe Heinrich Schupplenberg wurde ebenfalls Ratsherr und Bürgermeister in Greifswald.